# Culicoides sensillatus
Culicoides sensillatus är en tvåvingeart som beskrevs av Mirzayeva 1971. Culicoides sensillatus ingår i släktet Culicoides och familjen svidknott. Inga underarter finns listade i Catalogue of Life.